# Saint-Sornin-la-Marche
Saint-Sornin-la-Marche település Franciaországban, Haute-Vienne megyében. Lakosainak száma 224 fő (2022. január 1.). Saint-Sornin-la-Marche La Croix-sur-Gartempe, Le Dorat, Oradour-Saint-Genest, Saint-Bonnet-de-Bellac, Saint-Ouen-sur-Gartempe és Val-d’Oire-et-Gartempe községekkel határos.

## Népesség
A település népessége az elmúlt években az alábbi módon változott:
| Lakosok száma | 269  | 256  | 259  | 258  | 250  | 241  | 233  | 227  | 224  |
|               | 2013 | 2015 | 2016 | 2017 | 2018 | 2019 | 2020 | 2021 | 2022 |